# Ana Lilian de la Macorra
Ana Lilian de la Macorra (Cidade do México, 27 de novembro de 1957) é uma psicóloga e escritora
mexicana, que trabalhou como produtora dos programas Chaves e Chapolin no final dos anos 70. Depois passou a atuar como atriz em Chaves, interpretando a terceira e mais conhecida versão da personagem Paty, a partir de 1978.

## Biografia
De la Macorra nasceu em 27 de novembro de 1957, na Cidade do México. Desde criança, gostava de animais, livros e música. Durante a juventude, ela trabalhou como enfermeira, recepcionista e secretária.
De la Macorra começou a trabalhar como assistente de produção na Televisa após perder o emprego enquanto estudava na universidade e, mais tarde, tornou-se editora das sitcoms El Chavo del Ocho e El Chapulín Colorado. Em 1978, Chespirito escreveu três episódios com duas personagens extras, que eram a tia Gloria e sua sobrinha Paty. Muitas atrizes vieram, e Ana Lilian ficou encarregada de escalá-las. Mas como nenhuma delas conseguiu se parecer com uma garotinha, Chespirito ofereceu a ela o papel de Paty, dada sua beleza e rosto de menina, além de sua semelhança com a atriz Regina Torné, que interpretou o papel de tia Gloria.
Assim, de la Macorra tornou-se a terceira atriz a interpretar Paty e apareceu em três episódios de Chaves ("Os Novos Vizinhos"), em 1978. Devido ao seu sucesso, suas aparições foram estendidas para um total de doze episódios entre 1978 e 1979, o que a tornou a Paty mais lembrada pelos fãs. Essas aparições ocorreram principalmente na escola, embora ela também tenha sido vista no bairro e no restaurante de Dona Florinda.
Além disso, de la Macorra participou de duas músicas de Chaves: a música "Isso isso isso (É o amor)" no episódio "O Dia dos Namorados - Parte 1" de 1979 e "É aqui", que aparece no final do episódio "Dia das Crianças", também de 1979.
De la Macorra fez sua última aparição no final de 1979, no episódio "Dreaming at the Restaurant", já que não era e não queria ser atriz. Ela decidiu se afastar das câmeras e continuar trabalhando na área de produção até 1980, para estudar psicologia nos Estados Unidos e devido ao nascimento de seu primeiro filho em 1981.
De la Macorra descreve ser amiga de Luis Felipe Macías, já que foi ele quem lhe ofereceu o emprego de assistente de produção na Televisa, e de Paco Peña, que descreveu ser um amigo próximo. Ela diz que a atmosfera dentro do programa era muito "organizada e respeitosa". Ela também era amiga de Edgar Vivar, e eles se reencontraram mais de trinta e cinco anos depois, em 2014, graças ao programa brasileiro Tá na Tela, exibido pela Rede Bandeirantes.

## Carreira
Ana Lilian foi assistente de produção do seriado El Chavo del Ocho. Quando os produtores estavam em busca de uma atriz para interpretar a "namoradinha do Chaves", várias atrizes se candidataram, mas nenhuma conseguia interpretar a personagem. Devido ao seu carisma, beleza e por ser pequena com um rostinho de menina, Ana foi convidada por Roberto Gómez Bolaños para o papel de Paty, mas recusou diversas vezes, alegando que não era atriz e que era muito tímida à frente das câmeras. Chespirito, no entanto, a convenceu a aceitar o papel, que originalmente só teria três aparições. No entanto, com a desenvoltura de Ana e a aceitação do público pela personagem, Bolaños continuou escrevendo falas para Paty, que apareceu em 25 episódios da série entre 1978 a 1979.
Em 2014, Ana Lilian foi entrevistada em sua casa pela equipe do programa brasileiro Tá na Tela, , que promoveu um reencontro entre ela e o ator Édgar Vivar.
Em 2016, ela veio pela primeira vez ao Brasil para um encontro de fãs do seriado Chaves, onde reencontrou Vivar.
Em 2018, foi entrevistada pelo The Noite com Danilo Gentili, no SBT.

## Vida pessoal
Pouco se sabia sobre paradeiro de la Macorra, até, que em 16 de dezembro de 2012, a mesma concedeu uma entrevista ao programa peruano Día D do canal ATV onde contou sobre sua vida. Atualmente, ela é casada, tem dois filhos e trabalha como psicóloga na Cidade do México. Ela também escreve para diferentes revistas e jornais sobre questões psicológicas, além de ter escrito dois livros, um deles sobre poesia, outro sobre história de vida com uma perspectiva psicológica. Ela mantém um site sobre temas de psicologia chamado SerLuna.
De la Macorra trabalhou como professora de espanhol, pintora, tapeceira e comprou um terreno que transformou em uma fazenda em Colonia Chimalpa, no México.
Depois de trabalhar na Televisa, de la Macorra mudou-se para Cleveland e vendeu enciclopédias britânicas de porta em porta enquanto estava na faculdade. Ela estudou psicologia e fez seu mestrado em psicoterapia em Baltimore. Após a formatura, trabalhou em clínicas estaduais de atendimento psicológico nos Estados Unidos. Depois disso, decidiu retornar ao México e ficar para trabalhar até hoje por lá, em seu escritório pessoal.
Depois de reaparecer diante das câmeras em 2012, de la Macorra deu diversas entrevistas para diferentes meios de comunicação latinos e foi convidado para vários países em diversas ocasiões, incluindo o Brasil.